# Rudolf Hübler
Rudolf Hübler (* 14. März 1886 in Reichenberg; † 1965) war ein österreichischer Politiker (GDVP).
Rudolf Hübler, Sohn des Gymnasiallehrers Franz Hübler, studierte an der Universität Graz. Während seines Studiums wurde er Mitglied beim Deutschen Akademischen Philologenverein in Graz und Prag. Er wurde zum 1911 in Graz zum Dr. phil. promoviert.
Hübler war vom 26. November 1920 bis zum 3. Dezember 1930 Landesrat in der Steiermark. Ferner war er von 1923 bis 1934 Landtagsabgeordneter.

## Schriften
- Kleist’s „Käthchen von Heilbronn“. Dissertation, Universität Graz 1911 (handschriftlich).